# Tom De Mul
Tom De Mul (wym. [ˈtɔm də ˈmʏl]; ur. 4 marca 1986 w Kapellen w Belgii) – belgijski piłkarz grający na pozycji prawego pomocnika w klubie Sevilla FC.
Jest wychowankiem Ajaxu Amsterdam. W sezonie 2005/2006 był wypożyczony do SBV Vitesse. Z dniem 1 lipca 2007 roku przeszedł za 4 miliony euro do hiszpańskiej Sevilli. W 2009 roku został wypożyczony do belgijskiego Racingu Genk. Zagrał tam w 12 ligowych meczach.